# Industriequartier-Strassenbahn
Die Industriequartier-Strassenbahn (IStB) war eine Strassenbahngesellschaft in der Schweiz, die auf dem Stadtgebiet von Zürich verkehrte. Sie wurde 1896 gegründet und war eine von acht Vorgängergesellschaften der heutigen Verkehrsbetriebe Zürich (VBZ). Ihre Infrastruktur ging 1903 im Zürcher Strassenbahnnetz auf.

## Geschichte
Bereits 1894 war die Kommunalisierung der Strassenbahnbetriebe in einer Volksabstimmung beschlossen und zwei Jahre später vollzogen worden, doch auch danach entstanden private Tramgesellschaften. Sie erschlossen Gebiete, an denen die Städtische Strassenbahn Zürich (StStZ, heutige VBZ) angesichts knapper finanzieller Mittel vorerst kein Interesse zeigte. 1894 erteilte der Stadtrat dem Bauunternehmen von Theodor Bertschinger aus Lenzburg die Konzession für die Errichtung einer Tramlinie zwischen Hauptbahnhof und Hardturm. Die Industriequartier-Strassenbahn AG konstituierte sich am 30. Juli 1896, beschränkte sich aber auf den leicht kürzeren Abschnitt zwischen Hauptbahnhof und Wipkingerbrücke (beim heutigen Escher-Wyss-Platz). Die meterspurige Strecke mit einer Länge von 2,4 Kilometern wurde am 23. April 1898 eröffnet.
Das Unternehmen war rentabel und konnte zwischen 3 und 6 Prozent Dividende ausschütten. Aufgrund ihres Namens und ihrer Streckenführung gilt die IStB zwar als erstes «Arbeitertram» Zürichs, doch für einfache Arbeiter waren Tramfahrten damals viel zu teuer. Mit Abstand wichtigstes Kundensegment war der Ausflugsverkehr an Sonntagen ins Weinbauerndorf Höngg. Dorthin bestand seit dem 27. August 1898 Anschluss mit der Strassenbahn Zürich–Höngg (Z-H). Die Z-H arbeitete zunächst eng mit der IStB zusammen und überliess ihr die Betriebsführung; es gab gemeinsame Fahrscheine und durchgehende Züge. Nach zwei Jahren zerstritten sich die Partner, nachdem die IStB ohne Rücksprache eine Fahrplanänderung vorgenommen hatte. Die Z-H kündigte den Betriebsvertrag, so dass die Fahrgäste ab dem 29. September 1900 an der Wipkingerbrücke umsteigen und separate Fahrscheine lösen mussten. Beide Unternehmen achteten auf möglichst schlechte Anschlüsse zu den Trams der Konkurrenz, was zu einem drastischen Rückgang des Ausflugsverkehrs führte.
Den Rückgang versuchte die IStB mit der Einführung von Arbeiterabonnements auszugleichen, was sich jedoch als Fehlschlag erwies. Trotz einer leichten Steigerung der Fahrgastzahlen gingen die Einnahmen stark zurück. Daran konnte auch eine Preissteigerung der Abonnements um 15 % nichts ändern. Bereits 1901 strebte die IStB eine Übernahme durch die StStZ an, doch der verlangte Kaufpreis erschien der Stadt zu hoch. 1902 verschlechterte sich die finanzielle Lage nochmals, so dass die Aktionäre dem städtischen Übernahmeangebot zustimmen mussten, das lediglich die Umwandlung von IStB-Aktien in Obligationen der StStZ vorsah. Die Kommunalisierung erfolgte am 1. April 1903. Das Depot der IStB bildete die Grundlage für das heute noch bestehende Depot Hard der VBZ.